# Curtis Gates Lloyd
Curtis Gates Lloyd (ur. 17 lipca 1859 we Florence, zm. 11 listopada 1926 w Cincinnati) – amerykański mykolog.

## Życiorys
Curtis Gates Lloyd urodził się we Florence w stanie Kentucky. W 1867 rodzina przeniosła się do Crittenden. Curtis mieszkał tam do 18 roku życia, później przeniósł się do Cincinnati, gdzie pracował w aptece, później był sprzedawcą w Hale, Justice and Co., firmie dostarczającej leki. Poznał tu dr Johna Kinga, lekarza i redaktora American Dispensatory. Ich bliska przyjaźń skierowała zainteresowania Lloyda ku botanice i Curtis zaczął gromadzić osobistą kolekcję roślin kwiatowych. Wkrótce wraz z dwoma braćmi założył własną firmę Lloyd Brothers Manufacturing Pharmacists. Stała się ona jedną z najlepiej prosperujących hurtowych firm farmaceutycznych na Środkowym Zachodzie Stanów Zjednoczonych i uczyniła wszystkich bogatymi. W chwili jego śmierci aktywa Lloyda wyceniono na 750 000 USD.
W 1926 r. z powodu postępującej ślepoty, Lloyd został zmuszony do rezygnacji z pracy naukowej i wrócił do Crittenden, gdzie mieszkał do śmierci. Większość swojego majątku przekazał do Lloyd Library and Museum (popularnie nazywanego muzeum grzybów), które wraz ze swoimi braćmi założył w Cincinnati.
Zmarł z powodu powikłań cukrzycy. Na swoim nagrobku w Cinncinnati umieścił tablicę. Na jednej jej stronie jest napis: „Urodzony w 1859 roku – zmarł w wieku 60 lub więcej – dokładna liczba lat, miesięcy i dni, które żył, nieznana i nikogo to nie obchodzi”. Z drugiej: „Curtis G Lloyd: Pomnik wzniesiony przez siebie w 1922 r. Dla siebie, za życia, aby zaspokoić własną próżność – jacy głupcy są ci śmiertelnicy”.

## Praca naukowa
Po spotkaniu z A.P. Morganem Lloyd zainteresował się mykologią. Skierował swoją uwagę na badania grzybów z grupy wnętrzniaków i grzybów poliporoidalnych. Odbywał wycieczki terenowe i wyprawy do różnych egzotycznych miejsc zbierając okazy grzybów do swojej kolekcji. Zbierał grzyby w tropikalnej Afryce, we Włoszech, na Karaibach, Jamajce, w Meksyku, na wyspach Samoa i w różnych regionach Stanów Zjednoczonych. Na początku XX wieku założył biura w Kew w Londynie i Paryżu we Francji. Zaczął publikować swoje odkrycia mykologiczne i szybko stał się znany dzięki swoim kontrowersyjnym poglądom na temat naukowego nazewnictwa grzybów i roślin. Zasłynął z publikowania tyrad przeciwko konwencji cytowania nazwisk autorów po nazwie taksonu. Ponieważ Lloyd publikował prywatnie, mógł swobodnie krytykować innych mykologów. Jego konserwatywne podejście do klasyfikacji zostało później skrytykowane przez Marinusa Antona Donka, który napisał: „Terror, jaki Lloyd szerzył wśród mykologów z Ameryki Północnej i za granicą, wyśmiewając wszystko, co przypominało mu o taksonomicznych innowacjach w systematyce grzybów ... nie został jeszcze całkowicie przezwyciężony. Jego niechlujne metody taksonomiczne zostały przyjęte jako standardowe przez niektórych jego korespondentów”.
Lloyd większą część drugiej połowy swojej kariery poświęcił pracy nad grzybami poliporoidalnymi z których zgromadził obszerną kolekcję opisaną później przez Josiaha L. Lowe’a jako „bez wątpienia najlepsze pojedyncze źródło informacji o gatunkach na świecie”. Kolekcja liczyła około 60 tysięcy eksykatów. Szczególnie dużo w niej jest eksponatów z grup Gasteromycetes, Polyporaceae, Thelephoraceae, podziemne Ascomycetes i Pyrenomycetes. W ciągu swego życia Lloyd opisał ponad tysiąc nowych gatunków grzybów.
Założył czasopismo The Bulletin of the Lloyd Library. Wyszło 26 jego numerów; sześć z nich zostało napisanych przez niego na tematy mykologiczne. W okresie 26 lat swojej pracy naukowej opublikował także 75 numerów Mycological Notes.
Przy nazwach naukowych utworzonych przez niego taksonów dodawane jest jego nazwisko Lloyd. Uczczono go nazywając jego nazwiskiem roślinę Lloydia.